# Аусернцел
Аусернцел (њем. Außernzell) општина је у њемачкој савезној држави Баварска. Једно је од 26 општинских средишта округа Дегендорф. Према процјени из 2010. у општини је живјело 1.430 становника. Посједује регионалну шифру (AGS) 9271114.

## Географски и демографски подаци
Аусернцел се налази у савезној држави Баварска у округу Дегендорф. Општина се налази на надморској висини од 372 метра. Површина општине износи 24,1 km². У самом мјесту је, према процјени из 2010. године, живјело 1.430 становника. Просјечна густина становништва износи 59 становника/km².